# Diplomys caniceps
Diplomys caniceps é uma espécie de roedor da família Echimyidae.
É endêmica da Colômbia, onde é conhecida apenas pela localização-tipo na Cordilheira Central, próximo a cidade de Medellín.